# والری ویگیلوچی
والری ویگیلوچی (انگلیسی: Valery Vigilucci؛ زادهٔ ۱۵ آوریل ۱۹۹۷) بازیکن فوتبال اهل ایتالیا است.
وی همچنین در تیم‌های ملی فوتبال زنان ایتالیا بازی کرده‌است.